# Palais princier (Doha)
Le palais princier de Doha (officiellement en anglais : Amiri Diwan of the State of Qatar) est la résidence officielle et le bureau de l'émir du Qatar. Le palais se situe dans la vieille ville de Doha. Il est également le siège du gouvernement du Qatar.

## Galerie

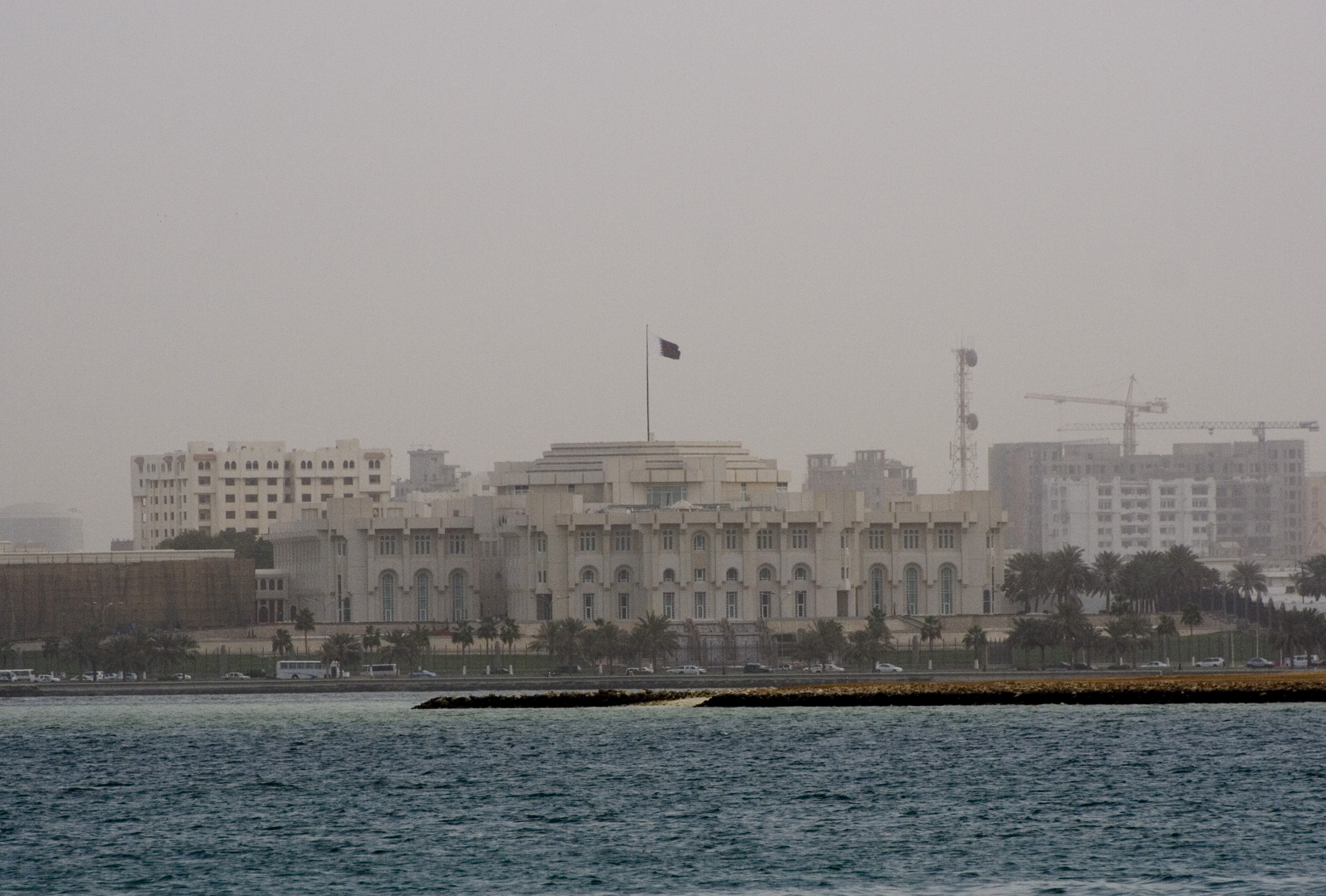
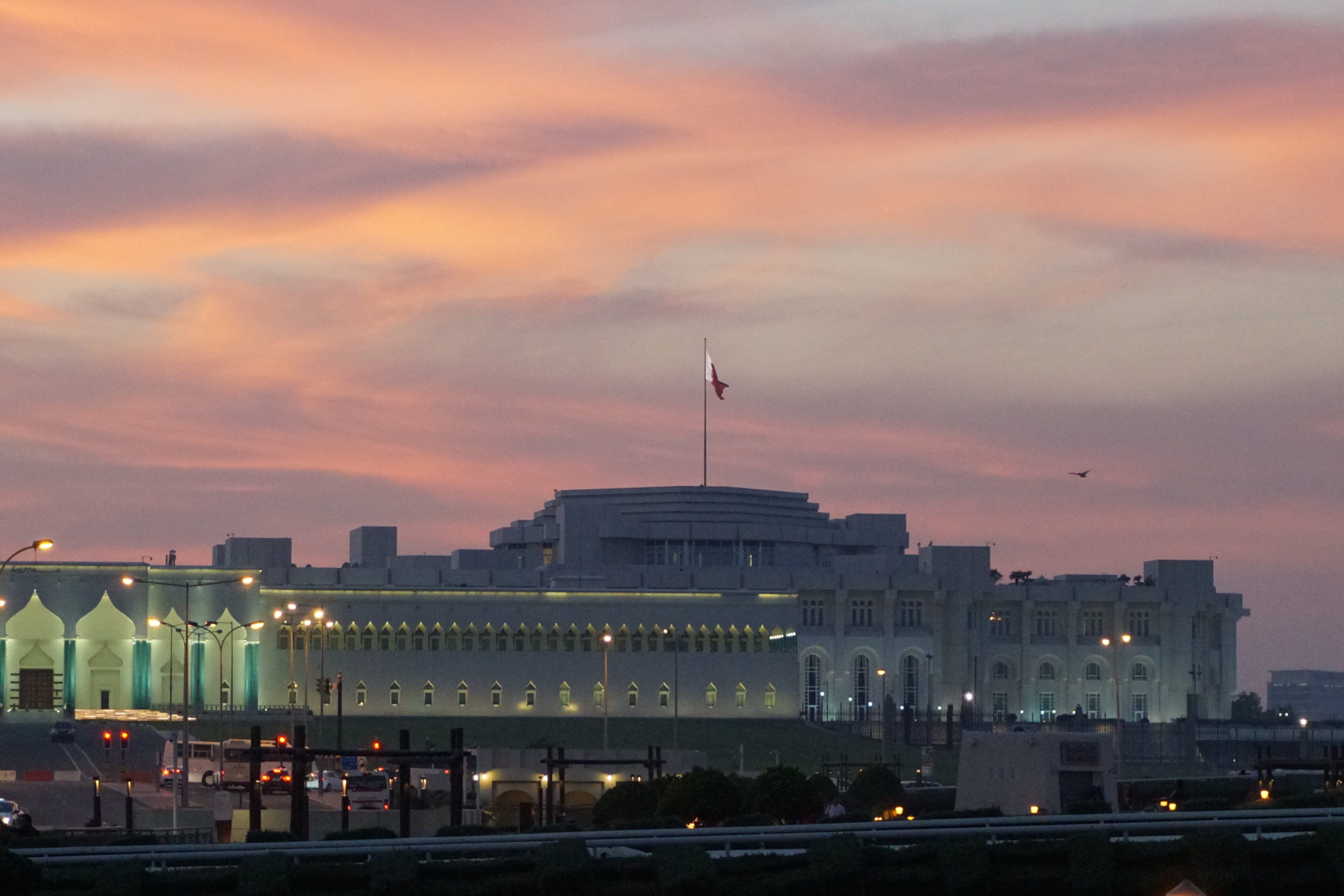
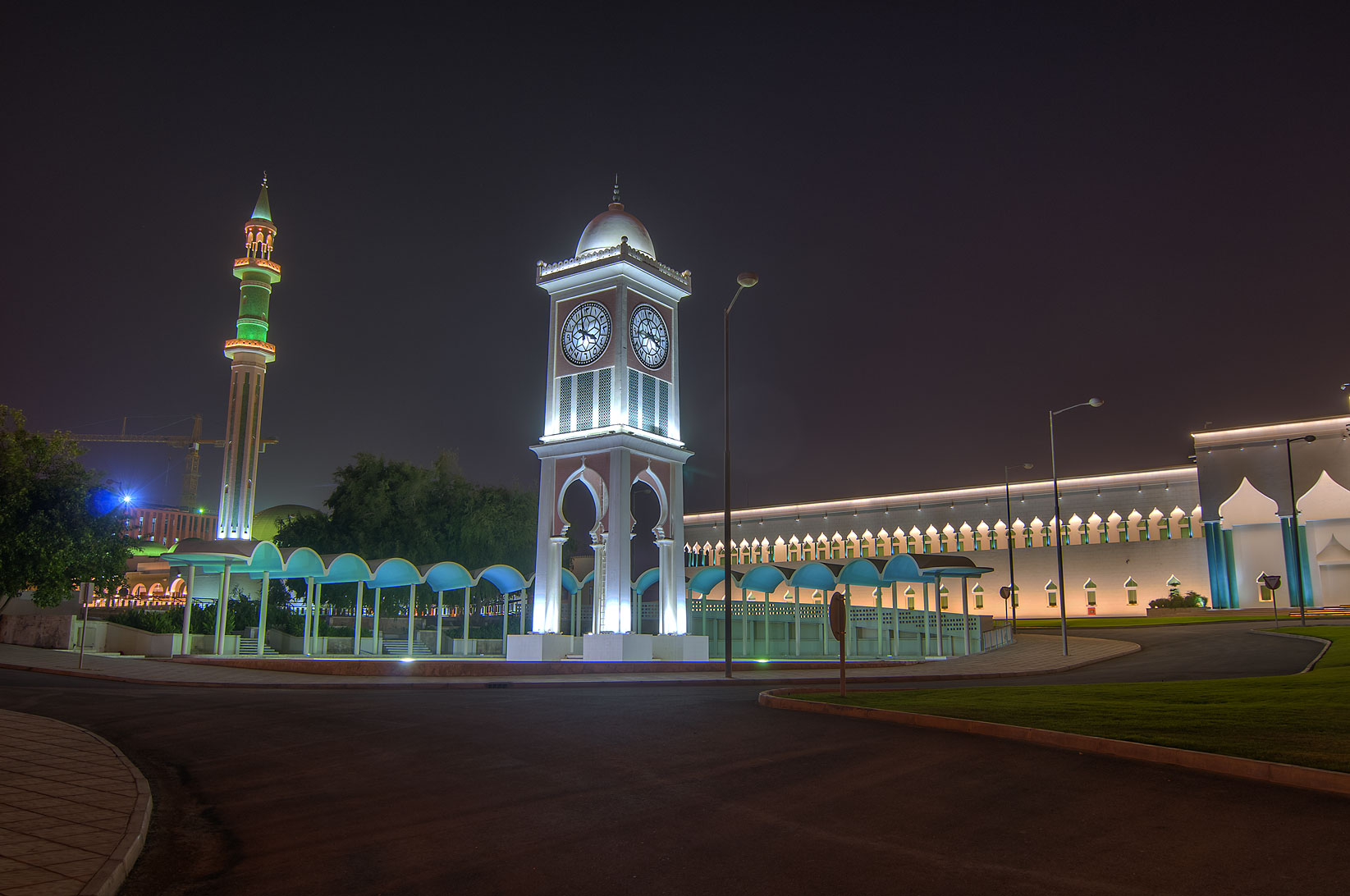
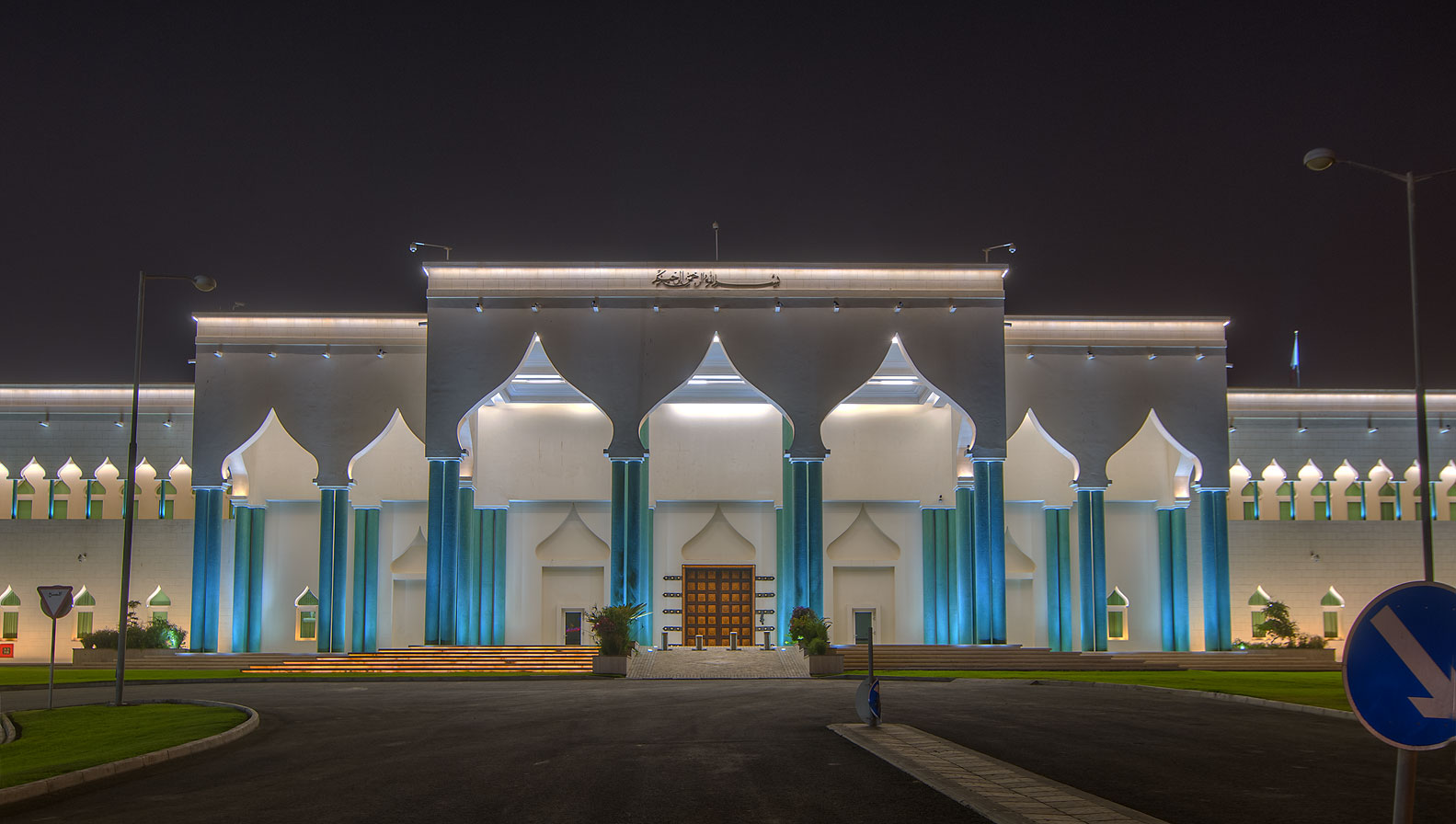

- Vue du palais princier
- Le grand hall du palais
- Le bureau de l'émir du Qatar